# Federazione dei Sette Comuni
(Mario Rigoni Stern)
La Federazione dei Sette Comuni nota anche col nome di Spettabile Reggenza dei Sette Comuni (Hòoge Vüüronge dar Siban Komàüne in cimbro), sorta nel 1310, ma già concretamente nata nel 1259 (vale a dire dalla caduta degli Ezzelini) sotto il nome di Lega delle Sette Terre Sorelle, è stata una piccola nazione autonoma comprendente il territorio oggi conosciuto come Altopiano dei Sette Comuni e alcune altre località contigue oggi appartenenti ad altri ambiti amministrativi, nelle attuali Province di Vicenza e di Trento.
Il 20 febbraio 1404 secondo il calendario veneto (il 1405 secondo l'attuale) la Federazione dei Sette Comuni fece uno atto di dedizione alla Repubblica di Venezia, che ne garantì i privilegi per i successivi quattrocento anni, nell’ambito dei gravi disordini interni al Ducato di Milano susseguenti alla morte del Duca Gian Galeazzo Visconti. Scomparve definitivamente il 29 giugno 1807 per volere di Napoleone I che dichiarò abolito il Governo federale, ossia la Reggenza. Cessò così di vivere, dopo cinque secoli di vita, la più piccola delle Federazioni politiche d'Europa e nello stesso tempo la più antica assieme alla confederazione elvetica. Dopo una parentesi sotto il dominio dell'Impero austriaco, il 21 ottobre 1866, il territorio dei Sette Comuni fu annesso al Regno d'Italia, a seguito della vittoria sabauda nella terza guerra di indipendenza.

## Storia
I primi insediamenti umani risalgono al periodo paleolitico e mesolitico ed i primi abitanti stabili appartengono all'epoca preromana (reti o reto-veneti, fondatori dell'insediamento di Bostel di Rotzo).
Diverse teorie riferiscono la tradizione linguistica locale definita "cimbra" ai Cimbri antichi, ai Goti o ad altri "barbari", compresa forse l'influenza longobarda. La maggioranza della comunità scientifica riconduce invece l'origine dei Cimbri alla discesa dalla Germania meridionale, dall'anno mille al XIII secolo, di gruppi di famiglie provenienti per lo più dall'area linguistica bavaro-tirolese.

### La Federazione dei Sette Comuni
(Mario Rigoni Stern)
Gli altopianesi hanno sempre avuto un rapporto diretto con la famiglia degli Ezzelini anch'essa d'origine germanica, con cui fu stipulata un'alleanza. Così con la caduta degli Ezzelini, all'inizio del 1300, le popolazioni dell'altopiano si unirono in una federazione tra i Comuni, per governare in modo il più possibile autonomo la loro vita e difendere le loro Freiheiten, termine traducibile in privilegi o esenzioni fiscali.

Palazzo della Reggenza - distrutto durante la Grande Guerra - poi divenuto, dopo la soppressione della Federazione, sede del Consorzio dei Sette Comuni ed infine Municipio di Asiago

A formare l'amministrazione venivano scelti quattordici Reggenti, due per ogni paese. Durante le Vicinie o Assemblee dei capifamiglia si prendevano le decisioni più importanti. La Reggenza aveva diplomatici a Venezia, Verona, Padova e perfino a Vienna.
Terminata l'epopea ezzeliniana, Vicenza tentò più volte di saccheggiare e di impossessarsi delle terre dell'Altopiano: così nel 1327 la Federazione dei Sette Comuni, pur mantenendo la propria autonomia amministrativa, si alleò con gli Scaligeri, che l'affrancarono da ogni vincolo di sottomissione rivendicato dal Comune di Vicenza.
Nel 1387 la Reggenza passò sotto la protezione dei Visconti di Milano, che ne rispettarono ancora una volta lo statuto, ne assicurarono l'autonomia amministrativa, ne riconobbero le esenzioni e i privilegi, denominando gli abitanti dei Sette Comuni i tedeschi delle montagne del distretto di Vicenza.

Nel 1398 sotto la signoria di Gian Galeazzo Visconti, primo duca di Milano, fu resa percorribile la valle del Sasso, che costituiva la via più breve per scendere nel Canale di Brenta dall'Altopiano di Asiago. Ne risultò una lunghissima scalinata, scavata nella roccia, che superava i settecentocinquanta metri di dislivello della valle con 4444 gradini di pietra, fiancheggiati da una canaletta selciata concava per la quale venivano divallati i tronchi. Oggi quest'opera è la scalinata più lunga del mondo, conosciuta come Calà del Sasso.

### I Sette Comuni nella Repubblica di Venezia
Il 20 febbraio 1404 secondo il calendario veneto, ma il 1405 secondo l'attuale, la Federazione dei Sette Comuni fece uno spontaneo atto di dedizione alla Repubblica di Venezia governata dal Doge Michele Steno.

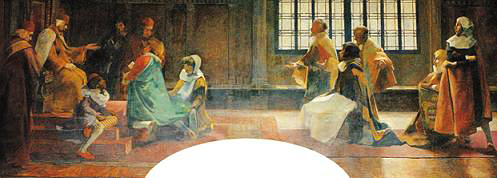
Patto tra la Repubblica di Venezia e la Federazione dei Sette Comuni del 1404 secondo il calendario veneto (anno 1405 secondo l'attuale calendario)

 In cambio della fedeltà e della sorveglianza dei confini, la Serenissima permise agli altopianesi la libertà di mantenere i propri statuti di antica autonomia e di praticare costumi che li rendevano diversi dagli abitanti della sottostante pianura. Con questo accordo, la Repubblica promise forniture militari, invio di ufficiali per l'addestramento delle reclute comunigiane, rapporti commerciali particolarmente favorevoli alla Reggenza. I montanari promisero a loro volta di salvaguardare i confini settentrionali con soldati propri, di garantire l'arruolamento di volontari alpigiani nell'esercito regolare di San Marco, di fornire legname per l'Arsenale e carbone vegetale. La Federazione ebbe inoltre il privilegio di nominare da sé i propri Rettori.
Il periodo con Venezia durò quattro secoli. Così gli abitanti dei Sette Comuni (in cimbro Slege, Lusaan, Genewe, Wusche, Ghelle, Rotz e Rowaan: Asiago, Lusiana, Enego, Foza, Gallio, Rotzo e Roana; il vecchio comune di Conco godeva degli stessi diritti in quanto contrada annessa) si batterono per la difesa della propria terra, facendo contemporaneamente gli interessi di Venezia, tanto che Francesco Caldogno, il provveditore inviato da Venezia sull'Altopiano, in una sua relazione si espresse così: Essendo questi popoli ferocissimi, nati ed allevati nel freddo e nel caldo e in continue fatiche e sudori, e fatti molto robusti et bellicosi et naturalmente inclinati alle guerre... parono più atti ad ogni atione e per la disposicione dell'aria ivi più d'ogni altro luogo di quelle montagne di maggior bontà, che perciò rende gli uomini più abili et disposti alla milizia nella quale hanno fatto e fanno tuttavia grandissima riuscita....

#### La Milizia dei Sette Comuni
(motto della Milizia)
Il nuovo provveditore ai confini, il conte Francesco Caldogno, omonimo nipote del predecessore, propose nel 1623 la costituzione sull'Altopiano di una milizia stabile locale, con unico scopo la custodia dei paesi e dei passi alpini di confine, esonerata da qualsiasi servizio militare al di fuori del proprio territorio. Essa venne creata soprattutto per l'aggravarsi della situazione confinaria settentrionale. Questa venne chiamata Milizia dei Sette Comuni e dagli iniziali 1600 soldati circa, arrivò a contare 4000 effettivi cento anni più tardi (nel 1725).
Nella sua unità organica, la milizia dell'Altopiano era costituita da 14 centurie, distribuite in 4 quartieri: 1. Asiago e Canove, 2. Gallio e Lusiana, 3. Foza ed Enego, 4. Roana e Rotzo, (Valstagna Oliero e Campolongo formeranno più tardi un quartiere a parte) assegnati a 4 sergenti. Ogni centuria era divisa in 4 squadre, comandate da un caporal maggiore e ogni squadra a sua volta in due sottosquadre, al comando di un caporale. L'alfiere aveva il compito di portare e di difendere la bandiera e doveva essere il più robusto del quartiere. Nel 1629 ogni centuria verrà dotata della propria bandiera e di un corpo di ronda di cinque uomini. Tutte le cariche erano elettive.

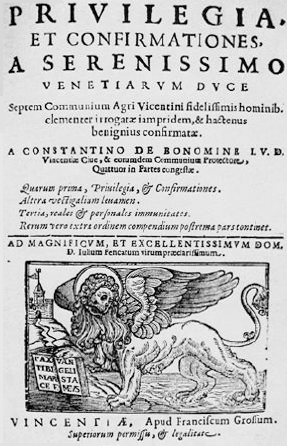
Stampa dei privilegi concessi alla Federazione dei Sette Comuni dalla Repubblica di Venezia

Nel 1435 i montanari dei Sette Comuni, al comando dei fratelli Cerati, battono i Viscontei in lotta contro Venezia e la stessa Venezia, premiandoli con denaro e privilegi, insiste per la miglioria delle difese al valico di Vezzena.
Quando Sigismondo d'Austria tenta la via della pianura: ... alquanti valorosi alpigiani da per loro e senza norma, oppongono imbarazzante resistenza ai passi della Val d'Assa, ma sono sopraffatti. I soldati di Sigismondo avanzano incendiando e rapinando: vengono dati alle fiamme i paesi di Roana, Canove ed Asiago. La famiglia asiaghese dei Basso oppone una resistenza così eroica da veder poi tramutato il suo cognome in Forte. Gli alpigiani di Roana e Rotzo si battono in Val Martello, respingendo gli invasori. Altre famiglie cimare, i Coghi, i Salbeghi, ed i Nichele di Lusiana si distinguono per valoroso contegno e ricevono onorificenze da Venezia ...per aver difeso la Serenissima dagli insulti imperiali opponendo fiera resistenza in Val d'Assa e altrove.
Nel 1588 l'altopianese Cerati è incaricato di allestire truppe locali per difendere ancora una volta l'Altopiano e Venezia contro gli imperiali.
Tra il 1500 e il 1600 parecchi volontari altopianesi diventano capitani e condottieri sia nell'esercito regolare veneziano sia in compagnie di ventura. I vari Dall'Olio, Mosele, Bonomo, Carli, Finco, Rossi con buona scorta di alpigiani si fanno onore in fatti d'arme oltralpe, in Francia, Corsica, Spagna, Portogallo, Ungheria e in Levante.
Il più glorioso fatto d'arme per i montanari della Reggenza avviene però negli anni tra il 1508 ed il 1509. L'imperatore Massimiliano I, in un inverno mite e senza neve, sale dalla Valsugana con l'intenzione di prendere alle spalle l'esercito veneto che stanzia in pianura. Pochi ma valorosi soldati dei Sette Comuni gli contendono a lungo il passo, ma l'imperatore scatena le sue bande nella conca dell'Altopiano ad incendiare e depredare. Il paese di Lusiana, con montanari di Conco e Gomarolo, riesce a fermare i nemici al passo del Pùffele, e Massimiliano ripiega ad Asiago da dove, costretto da improvvise e straordinarie nevicate, è obbligato a ritornare per la Val d'Assa verso la Valsugana. Gian Giacomo Geremia, capitano Cesareo, raggiunge ugualmente Asiago, autoproclamandosi governatore a nome di Massimiliano, ma viene umiliato e cacciato.

Per punire gli altopianesi della resistenza opposta e del rifiuto del proprio governatore, Massimiliano tenta ancora, dopo aver cercato per la Val Brenta (con fiera opposizione di ardimentosi di Foza, Enego e Valstagna che fanno precipitare sulle truppe imperiali, all'andata e al ritorno, massi dalla montagna) la via della Val d'Assa, ma gli alpigiani sbarrano la strada con tagliate e trincee da Val Scaletta al Restello, mentre il capitano veneto Angelo Caldogno si mette all'agguato con 1.000 fidi alpigiani. Giunta al Restello, l'avanguardia tedesca viene prima arrestata dai difensori dello sbarramento e poi assalita da ambo i lati dai montanari del Caldogno. Gli imperiali di Massimiliano funestati da ogni parte da varie e spaventose forme di uccisione e di morte, prima indietreggiano e poi si danno a fuga precipitosa, travolgendo il resto dell'esercito che sta risalendo dalla Valsugana, incalzati dai militi settecomunigiani. È una grande vittoria per l'esercito dell'Altopiano.

Dopo un ennesimo tentativo di Massimiliano di salire sull'Altopiano, e questa volta da Marostica, bloccato dai montanari di Lusiana e di Conco nel novembre 1509 presso il passo della Tortima, è la volta dei francesi del generale La Palisse che, respinto nuovamente dalla locale milizia alpigiana di Lusiana e di Conco, arretra a Marostica. Squadre montanare assaltano di sorpresa i soldati francesi di scorta ai convogli delle armi e rifornimenti: su 400 ne uccidono 200 e altri 200 vengono catturati. Non basta: nel 1513 tocca agli spagnoli: non hanno nemmeno il tempo di lambire i margini dell'Altopiano che i settecomunigiani al comando di Manfrone li assalgono all'improvviso a Sandrigo, catturando armi e prigionieri. All'arrivo dei rinforzi spagnoli, i nostri si ritirano in buon ordine sulle colline attorno Crosara.
L'anno seguente, in febbraio, un migliaio di soldati teutonici al comando di Caleppino sono fermati in Val Brenta dagli uomini di Valstagna (una delle contrade annesse alla Reggenza), armati alla meglio con archibugi, ferri taglienti ed asce; tutta l'avanguardia tra cui Caleppino, viene catturata e consegnata a Venezia.
Dopo le lotte contro gli eserciti della Lega di Cambrai, un tentativo dell'imperatore Carlo V si spegne agli inizi e gli alpigiani badano a frenare tentativi di usurpazioni del loro territorio da parte dei valsuganotti: nell'agosto del 1602 li ricacciano giù dalla strada della Pertica, costringendo i mandriani e i pastori restanti a giurare fedeltà a Venezia. La famosa Sentenza Roveretana mette fine ad ogni dissenso di confine, sebbene a detrimento dei Sette Comuni, almeno per territorio. Si trova il modo, così, di istituire la nuova Milizia Stabile. Lo consente, nel 1606, un decreto del Doge di Venezia che mette a disposizione 1.200 archibugi.
Tutti gli uomini ora possono portare armi, perfino in Chiesa (prima era vietato dal vescovo di Padova). Il capitano veneto Francesco Caldogno organizza personalmente i reparti, ripristinando una ferrea disciplina militare. La denominazione ufficiale del piccolo esercito che era dapprima chiamato Milizia dei Sette Comuni, con l'annessione dei paesi della Val Brenta diventa: Milizia dei Sette Comuni e del Canale del Brenta. Nella milizia si continua a parlare la lingua cimbra ma a poco a poco viene introdotta la lingua veneta. Il motto è: Siben Kommeun bohùtent-sich (i Sette Comuni si difendono) e la bandiera è un grande drappo bianco con l'effigie del Leone di San Marco sul verso e lo stemma dei Sette Comuni (sette teste) sul retro. L'armamento consiste in 400 moschetti e 850 archibugi per i gregari e il terzaruolo (moschetto molto corto) per i graduati, per un organico di circa 1.500 unità. Altra arma individuale è la pistola, da portare sotto la velada, una giubba verde che, mentre prima era in dotazione ai soli graduati, ora è uniforme comune, con gilè rosso a bottoni metallici, calzoni corti neri con legacci rossi, scarpe di cuoio. Il cappello è di lana, con tesa all'insù, in cui è inserita una coccarda o un ramoscello di abete.
Una volta riorganizzata, la milizia non ha però più occasione di venir impiegata in battaglia.
Durante la guerra tra Venezia e i turchi, i Sette Comuni forniscono aiuti in uomini e materiali alla Serenissima che, riconoscente, premia la Reggenza con l'invio di uno stendardo che ancor oggi si conserva nel municipio di Asiago. Nei fatti d'arme contro i turchi si distinguono l'asiaghese Domenico Barbieri con una centuria di fanti, a sue spese arruolati, e il roanese Marco Sartori, condottiero veneto e governatore della Dalmazia. La pretesa di Vicenza di incorporare tra le sue truppe anche gli alpigiani dei Sette Comuni e di obbligare personale della Reggenza a prestare lavoro nella fortezza di Palmanova viene annullata dal Senato Veneto: nessun servizio al di fuori dei propri confini se non assolutamente volontario, affermano i patti con Venezia.
Nel 1725 la Milizia subisce un breve periodo di crisi: prepotenze del suo comandante che vorrebbe separare Asiago dagli altri Comuni, e di alcuni sergenti (chiamati capitani) che pretendono ereditarietà del grado e considerevole aumento di paga. Venezia mette ordine. Ed ecco l'ultimo intervento armato della Milizia Stabile Locale: Napoleone Bonaparte scende in Italia e cancella Venezia dalla scena politica: il piccolo esercito cimbro, con armi e bandiere, scende a Verona per ostacolare i francesi ma tutto ormai è inutile. Quando giunge sui Sette Comuni la notizia della caduta della Serenissima (12 maggio 1797), il comandante della milizia, Gio Batta Bonomo fa sfilare un'ultima volta i suoi uomini in piazza ad Asiago sventolando il bianco vessillo di San Marco; inizialmente gli abitanti dei Sette Comuni condividono l'annessione all'Impero d'Austria. Il "Buon governo austriaco" tenta perfino di riorganizzare la milizia locale dell'Altopiano, ripristinando gradi, quartieri e mansioni.
L'esercito dell'altopiano fu sciolto con la soppressione della Reggenza per volontà di Napoleone, tuttavia lo scrittore francese Frédéric Bourgeois de Mercey testimonia che nella prima metà dell'Ottocento il territorio era difeso dai "soldati del quieto vivere" che svolgevano funzioni di polizia e di controllo delle strade.

#### Caduta della Serenissima e fine della Reggenza
Il 12 maggio 1797 il doge Ludovico Manin decretava la fine della Repubblica Serenissima. La Reggenza era ancora in vita ma verrà abolita dieci anni più tardi.

Il 22 luglio 1797 fu stipulata una convenzione, e con ciò venne evitato lo scontro diretto tra la milizia dei Sette Comuni e le truppe dell'esercito francese forti di 1.200 uomini comandati dal generale Joubert. La convenzione stabiliva la conservazione delle franchigie, l'esenzione dei dazi, il mantenimento in vita del pensionatico, cioè del diritto di pascolo nelle aree demaniali della pianura veneta, e della milizia: «Nel 1797, allo stesso modo, Napoleone rispettò anche la Repubblica di San Marino, a cui propose inoltre un ampliamento verso il mare, che il Governo sammarinese rifiutò saggiamente per non compromettere la sua indipendenza. Più accostabile alle vicende della fine della Reggenza, invece, è la storia della caduta della Repubblica di Ragusa, formalmente rispettata da Napoleone nel 1797, occupata dai francesi il 27 maggio 1806 e soppressa il 31 gennaio 1808».
Con il tempo, sull'Altopiano andò crescendo il sospetto che i francesi non intendessero confermare la convenzione del 22 luglio e così ci fu una richiesta per riavere la propria autonomia fatta pervenire ad Innsbruck, mediante il conte di Lehrbach, all'imperatore Francesco II d'Asburgo; sopraggiunse invece il trattato di Campoformio. Con la cessione di vari territori all'Austria, il 24 febbraio 1798 i quattro delegati dei Sette Comuni giurarono fedeltà ed obbedienza allo stesso imperatore, che già in precedenza aveva ripristinato 14 membri dell'antica Reggenza, in sostituzione dei 28 municipali alla francese.
Ma con la vittoria dei francesi sull'Austria, il Veneto entrò a far parte dell'Impero napoleonico. Alla Reggenza dei Sette Comuni fu tolto lo status di terra separata e quindi abolita la sua indipendenza e sovranità il 29 giugno del 1807 ed essa fu integrata ai territori occupati dai francesi.
La Reggenza dei Sette Comuni termina di esistere definitivamente il 29 giugno 1807, 10 anni dopo la caduta della Serenissima (della quale, con la dedizione del 1404, era stata un dominio) a causa della Campagna d'Italia di Napoleone Bonaparte. Cessò così di vivere, dopo cinque secoli di vita, la più piccola delle Federazioni politiche d'Europa e nello stesso tempo la più antica assieme alla confederazione elvetica.

L'ultimo cancelliere della Reggenza sarà Angelo Rigoni Stern, avo di Mario Rigoni Stern, il quale ancora conservava l'originale sigillo della Reggenza (esso raffigurava l'antico stemma dei Sette Comuni), cui una copia è stata donata nel 2010, in occasione dei 700 anni dalla nascita della Reggenza, dalla Comunità montana Spettabile Reggenza dei Sette Comuni alla comunità altopianese di Melbourne, in rappresentanza delle centinaia di altopianesi emigrati negli anni in Australia.

## Stemma

Lo stemma

Lo stemma della Federazione è di una simbologia assai chiara: sette teste a rappresentare altrettanti Comuni. Le tre più grandi che simboleggiano i Comuni più vasti e quindi più importanti: Asiago, Lusiana ed Enego; e quattro più piccole che identificano Foza, Gallio, Rotzo e Roana.
Lo sfondo dello stemma è colorato d'azzurro e le due file di teste sono divise da una banda di color rosso. Le tre facce principali sono barbute e bendate in fronte rispettivamente d'oro, di rosso e d'argento; le altre quattro sono facce giovanili e, come sopra, accostate e poste in fila.

Attualmente tale stemma rappresenta metà dello stesso stemma comunale di Asiago, ma era stato adottato come proprio da tutti i Comuni altopianesi ancora fino al 1930 circa.

## Lingua
(Luca Panieri, Università IULM Milano)
La lingua parlata nella Federazione era il cosiddetto cimbro, una lingua di origine germanica. Il primo studio approfondito della lingua cimbra fu elaborato e pubblicato dal dialettologo tedesco Johann Andreas Schmeller, uno dei moderni fondatori degli studi empirici della lingua parlata, che nel 1833 si portò sugli Altipiani di Lavarone e dei Sette Comuni e sui territori della Lessinia (Tredici Comuni) e in seguito ancora nel 1844 sui Lessini  e sui Sette Comuni, intervistando le persone che ancora parlavano il cimbro e trascrivendo il tutto, e riconobbe, lui che dagli studi nei fondi antichi della Biblioteca di Monaco aveva conoscenza dei manoscritti in tedesco antico a partire dal VII secolo, come il dialetto cimbro fosse un'evoluzione del tedesco bavarese del XII e XIII secolo.
Ancora oggi la maggior parte dei toponimi del territorio che apparteneva alla Reggenza conservano idiomi cimbri, moltissimi sono infatti i nomi di valli, montagne, boschi che hanno un significato etimologico legato alla parlata cimbra. Oggi invece il cimbro è parlato e conosciuto solamente da una piccola parte della popolazione: all'inizio del secolo scorso infatti la lingua era ancora molto diffusa, ma l'avvento della Grande Guerra prima e del Fascismo poi sfavorirono la conservazione di tale idioma.

## Territorio
(Paolo Rumiz)

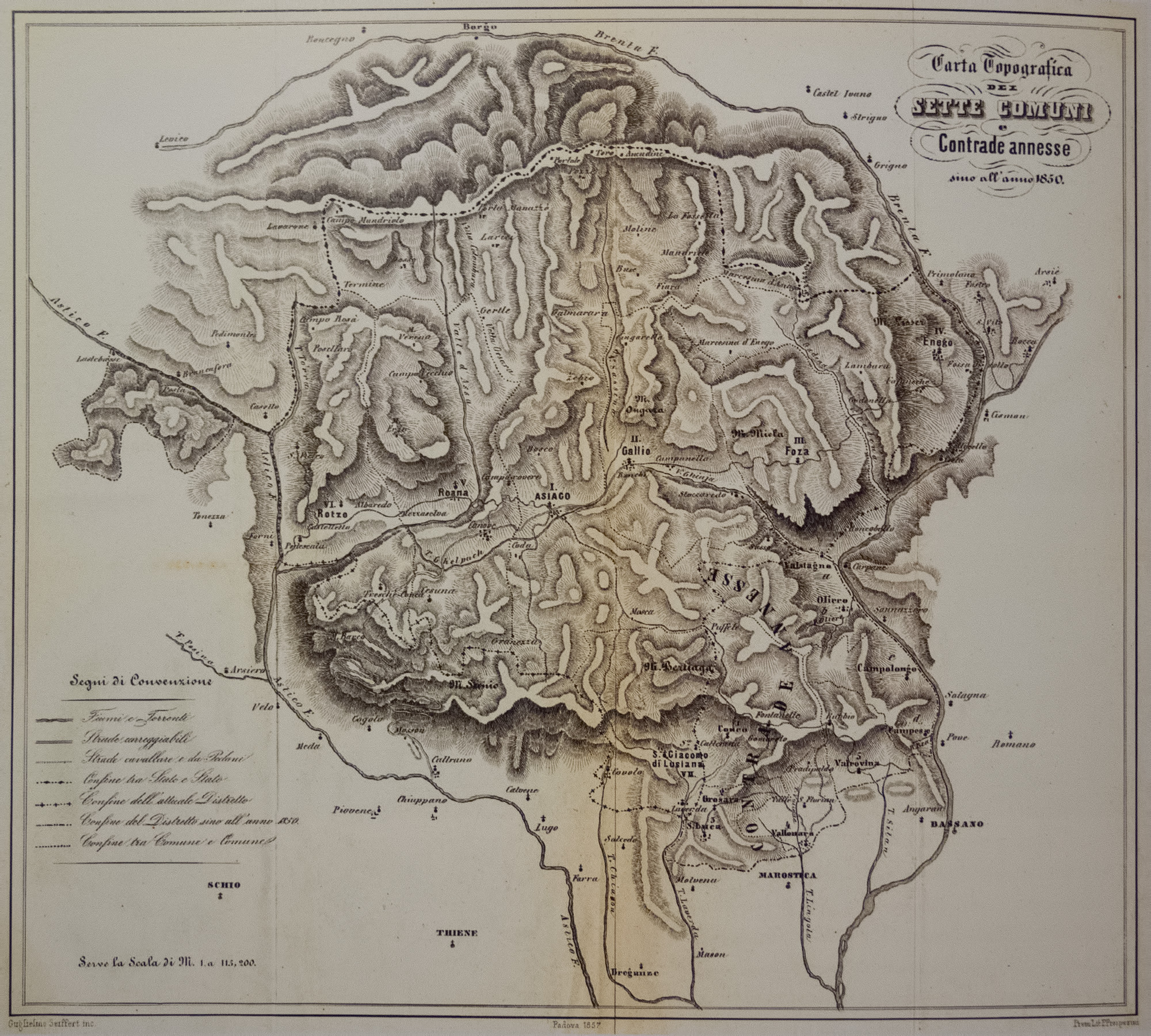
Carta topografica dei Sette Comuni (1850) sotto l'Impero Austriaco: in questo periodo la Piana di Vezzena e parte della Marcesina erano già state perse

Il territorio della Federazione comprendeva non solo l'acrocoro oggi conosciuto come Altopiano dei Sette Comuni, ma anticamente i confini si estendevano fino alla pedemontana vicentina, inoltre sia verso levante sia verso settentrione arrivavano a toccare le pendici delle montagne, correvano cioè lungo il corso del fiume Brenta. Tale estensione nei confini geografici è da ricercare nelle caratteristiche morfologiche della natura stessa: a nord e a levante per la sopraccitata presenza del fiume Brenta mentre a ponente per quella dell'alveo del torrente Astico.

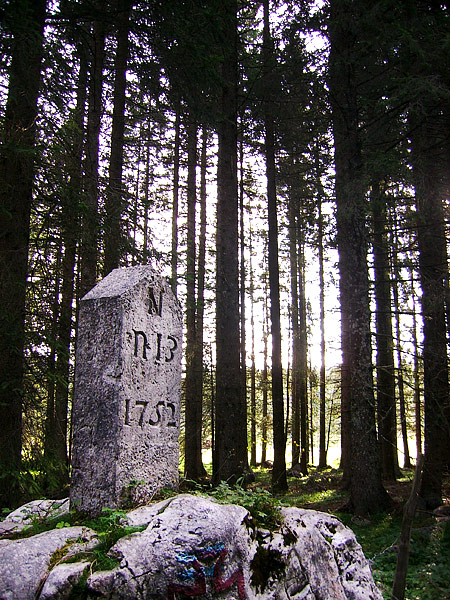
Cippo confinario N.13 presso la Piana di Marcesina. Il confine divideva la piana tra la Federazione dei Sette Comuni ed il Sacro Romano Impero Germanico

Questi confini subirono in seguito alcune variazioni dovute o ad esigenze etniche o a prepotenze di confinanti: le prime strapparono dal corpo della montagna, prima ancora che i Comuni si confederassero, Cogollo, Caltrano e Calvene, i quali conservarono la proprietà di tutto il crinale sovrastante; le seconde unirono a Brancafora, Lavarone, Caldonazzo e Levico tutte le pendici dei monti che cingono l'Altopiano a nord-ovest (comprese la Val di Sella e la Piana di Vezzena, persa nel 1605 in seguito al Congresso di Rovereto) portando così il nuovo confine posto a nord a seguire una catena ininterrotta di monti che superano i 2000 metri di altezza. Al principio del secolo XVII fu strappato anche l'estremo lembo orientale (parte della Piana di Marcesina), in seguito specialmente ai soprusi degli abitanti di Grigno e paesi limitrofi della sinistra del Brenta (il confine definitivo venne stabilito nel 1752 per porre fine ad una serie di diatribe, attraverso un accordo internazionale stipulato tra l'Imperatrice Maria Teresa d'Austria e la Repubblica di Venezia: ancor oggi sono presenti a Marcesina oltre 30 degli antichi cippi confinari).
All'inizio la Reggenza era formata dai Sette Comuni superiori ovvero Asiago, Enego, Foza, Gallio, Lusiana, Roana e Rotzo oltre alle cinque antichissime contrade site a mezzogiorno e cioè Conco, Crosara, Gomarolo, Valle San Floriano e Vallonara, i cosiddetti "Comuni inferiori" per la dislocazione più meridionale (borgate chiamate nel loro insieme Roveredo Alto e che componevano un solo Comune con Lusiana, i cui confini vennero fissati già nel 1262 mentre il 6 maggio 1340 si estesero comprendendo anche le contrade di Val Traversagno, Laverda e San Donato). In seguito, quando cioè si divisero dal Comune di Lusiana, per non cambiare l'antico nome di Sette Comuni questo territorio venne distinto con l'appellativo di "Contrade Annesse" (o anche di "Costalanda"), vennero comunque sempre considerati legittimi membri del Comune di Lusiana e per esso uniti in un sol corpo coi Sette originari laonde parteciparono fraternemente degli stessi privilegi. Successivamente anche le borgate di Valstagna, Oliero, Campolongo e Campese vennero annesse al territorio della Federazione, e vennero chiamate invece le "Contrade Unite", a cui si aggiunse nel 1725 anche Valrovina. In seguito inoltre furono accorpate al Comune di Lusiana anche le piccole contrade di Costa Romanella, S.Luca, Felesedo, Costalunga e Costacorta, dell'attuale territorio collinare di Marostica, che vennero riunite invece sotto il nome di Roveredo Basso.
Ancor oggi sono presenti numerosi antichi cippi confinari, come per esempio quelli meridionali, rintracciabili presso l'abitato di San Luca di Marostica; presso via Morelli a Pianezze e a Ponte Barbola (tra Valle San Floriano e Marostica).

## Economia
La Federazione attingeva la propria vitalità dal possesso di cospicui beni fondiari: fertili praterie che ammantano il terreno ondulato dell'Altopiano; più in alto, vastissimi pascoli che permettevano l'alpeggio di circa diecimila bovini e centinaia di migliaia di ovini (oltre 200.000 nel 1763); migliaia di ettari di boschi di abeti, larici e faggio. Di tutti questi beni solo una piccolissima parte era di proprietà privata; una porzione notevole apparteneva ai Comuni, mentre la parte più rilevante costituiva il patrimonio della Reggenza. I pascoli e le malghe comunali venivano (come attualmente) affittati, tranne quelli meno estesi, che rimanevano a disposizione di tutti. I boschi, oltre alla legna da ardere e alle ramaglie che alimentavano l'industria del carbone, fornivano piante di alto fusto che venivano fluitate dal porto di Valstagna fino all'Arsenale di Venezia attraverso il fiume Brenta per la costruzione di imbarcazioni (proprio per questo motivo la Reggenza costruì l'imponente opera denominata Calà del Sasso). Nei terreni vicini all'abitato le famiglie coltivavano i cereali e, a partire dalla fine del Settecento, le patate.
Ma nessuna famiglia poteva godere del medesimo spazio di terreno per più di un anno, perciò le assegnazioni erano fatte annualmente, allo scopo d'impedirne la prescrizione. Dei piccoli pascoli potevano usufruire gli abitanti come pure gli estranei: questi ultimi erano però tenuti a pagare una tassa. Tutti i redditi sia dei fitti che delle leggerissime tasse richieste formavano la cassa del singolo Comune, il quale, oltre che fornire gratuitamente ad ogni famiglia il legname per il fabbisogno edilizio, doveva sussidiare i poveri e, in genere, sostenere ogni spesa di pubblico interesse.
Ancora oggi, circa il 90% del territorio dell'Altopiano dei Sette Comuni è di proprietà collettiva, ossia degli antichi abitatori, e soggetto a regolamento degli usi civici. Gli aventi diritto di uso civico sono iscritti in anagrafe specifica che li raggruppa per nuclei familiari, ed il capofamiglia, o chi ne fa le veci, rappresenta, di fronte all'Amministrazione Comunale, il diritto di uso civico di ogni singolo membro. Solamente circa il 10% del territorio è di proprietà privata.
L'usanza di gestire il territorio attraverso la collettività nasce proprio con la fondazione della Reggenza dei Sette Comuni, e tale uso del territorio ricadeva sotto il nome di Beni della Reggenza, beni che erano amministrati dalla Reggenza stessa.
Tutto l'antico territorio di proprietà collettiva rimane comunque, ancor oggi, inalienabile, indivisibile e vincolato in perpetuo alla sua antica destinazione ed appartiene in piena proprietà, ai sensi e per gli effetti dell'art.8 della legge 16/06/1927, n.1766, alla collettività.